# Nebrodi
Nebrodi (italsky  Monti Nebrodi) je pohoří na severovýchodě Sicílie v Itálii. Společně se sousedními pohořími Madonie a Peloritani je součástí Sicilských Apenin.

## Geografie
Severní hranici pohoří tvoří Tyrhénské moře, jihovýchodně od pohoří leží Etna. Nebrodi má délku až 80 km a šířku okolo 30 km. Některé vrcholy hor mají nadmořskou výšku přes 1 500 m, nejvyšším bodem je Monte Soro s 1 847 m.

## Geologie
Geologicky pohoří tvoří především pískovce a jílové minerály, místy se nachází i vápenec.

## Flora

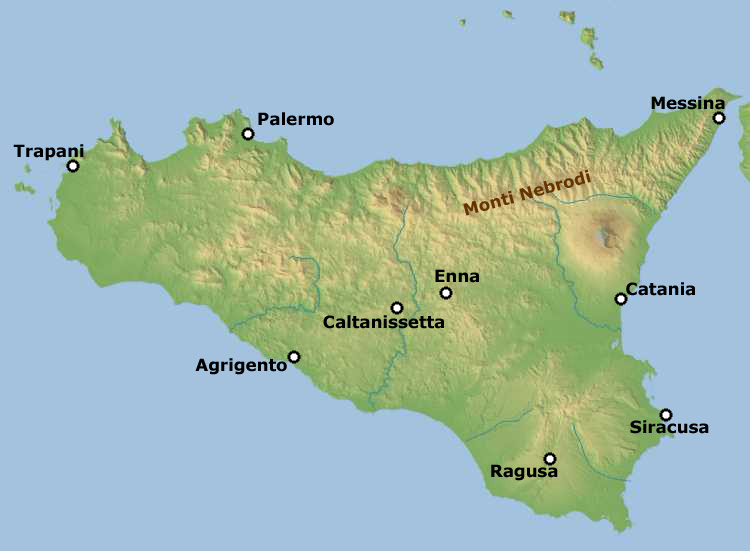
pohoří Nebrodi na mapě Sicílie

Velká část pohoří je zalesněna. Ve vyšších polohách rostou buky, v nižších především duby korkové. Až do výšky 1 000 m jsou místy vinice.